# Oleydong Sithsamerchai
Oleydong Sithsamerchai est un boxeur thaïlandais né le 17 juillet 1985 à Trang.

## Carrière
Il devient champion du monde des poids pailles WBC le 29 novembre 2007 après avoir battu aux points son compatriote Eagle Den Junlaphan à Bangkok. Sithsamerchai conserve sa ceinture contre Junichi Ebisuoka le 18 juin 2008 (victoire par KO dans la 9e reprise) puis contre Pornsawan Porpramook le 27 novembre 2008 (victoire aux points à l'unanimité des juges), Muhammad Rachman le 29 mai 2009 et Juan Palacios le 27 novembre 2009.
Le 27 mars 2010, il bat aux points à Tokyo le boxeur japonais Yasutaka Kurouki puis fait match nul le 3 septembre contre Pornsawan Porpramook. Le 11 février 2011, Oleydong affronte pour la septième défense de son titre le jeune et inexpérimenté Kazuto Ioka. À la surprise générale, le japonais touche à l'estomac le champion au 5e round et force l'arbitre à stopper prématurément le combat. Il s'agit alors de la première défaite dans les rangs professionnels du boxeur thaïlandais.